# Bulbophyllum rubrolabellum
Bulbophyllum rubrolabellum é uma espécie de orquídea (família Orchidaceae) pertencente ao gênero Bulbophyllum. Foi descrita por Tsan Piao Lin em 1975.